# 18. Goya-gála
A 18. Goya-gála során a 2003-ban bemutatott spanyol filmeket értékelték. A jelölteket az Academy of Cinematographic Arts and Sciences of Spain választotta ki. A madridi Palacio Municipal de Congresosban tartott ceremóniát az Televisión Española közvetítette 2004. január 31-én. A műsor házigazdái Cayetana Guillén Cuervo és Diego Luna voltak. A gála során Héctor Alterio kapta meg a tiszteletbeli Goya-díjat.

## Győztesek és jelöltek
A nyertesek félkövérrel jelölve.

### Fő díjak
| Legjobb film | Legjobb rendező |
| --- | --- |
| - Többet ne! - Az élet nélkülem - A negyedik emelet - Salamina katonái | - Icíar Bollaín — Többet ne! - Isabel Coixet — Az élet nélkülem - Cesc Gay — A városban - David Trueba — Salamina katonái                                                |
| Legjobb férfi főszereplő | Legjobb női főszereplő |
| - Luis Tosar — Többet ne! - Ernesto Alterio — Focibolondok - Javier Cámara — Szex, hazugság, super 8-as – Torremolinos 73 - Alfredo Landa — La luz prodigiosa                             | - Laia Marull — Többet ne! - Ariadna Gil — Salamina katonái - Adriana Ozores — Alvó szerencse - Sarah Polley — Az élet nélkülem                                          |
| Legjobb férfi mellékszereplő | Legjobb női mellékszereplő |
| - Eduard Fernández — A városban - Joan Dalmau — Salamina katonái - Juan Diego — Szex, hazugság, super 8-as – Torremolinos 73 - José Luis Gómez — La luz prodigiosa                        | - Candela Peña — Többet ne! - Mónica López — A városban - María Botto — Salamina katonái - María Pujalte — Ácsceruza                                                     |
| Legjobb eredeti forgatókönyv | Legjobb adaptált forgatókönyv |
| - Többet ne! — Icíar Bollaín, Alicia Luna - Nap mint nap — Jaime Rosales, Enric Rufas - A városban — Tomás Aragay, Cesc Gay - Szex, hazugság, super 8-as – Torremolinos 73 — Pablo Berger | - Az élet nélkülem — Isabel Coixet - Salamina katonái — David Trueba - A bolsevik gyarlósága — Manuel Martín Cuenca, Lorenzo Silva - La luz prodigiosa — Fernando Marías |
| Legjobb új színész | Legjobb új színésznő |
| - Fernando Tejero — Focibolondok - Juan Sanz — A visszatérő - Víctor Clavijo — El regalo de Silvia - Óscar Jaenada — November                                                             | - María Valverde — A bolsevik gyarlósága - Elisabet Gelabert — Többet ne! - Verónica Sánchez — Al sur de Granada - Nathalie Poza — Focibolondok                          |
| Legjobb iberoamerikai film | Legjobb európai film |
| - Apró sztorik — Argentína - A Trinidad hajó rejtélye — Mexikó - Suite Habana — Kuba - El viaje hacia el mar — Uruguay                                                                    | - Good bye, Lenin! — Németország - Dogville – A menedék — Dánia - Álmodozók — Egyesült Királyság/Franciaország/Olaszország - A romlás virága — Franciaország             |
| Legjobb új rendező | Legjobb animációs film |
| - Ángeles González Sinde — Alvó szerencse - David Serrano — Focibolondok - Pablo Berger — Szex, hazugság, super 8-as – Torremolinos 73 - Jaime Rosales — Nap mint nap                     | - El Cid: A legenda - A három királyok - Az Alhambra jóslata - Glup, una aventura sin desperdicio                                                                        |

### Egyéb díjak
| Legjobb operatőr | Legjobb vágás |
| --- | --- |
| - Salamina katonái — Javier Aguirresarobe - Carmen — Paco Femenía - El misterio Galíndez — Alfredo F. Mayo - Al sur de Granada — José Luis Alcaine | - Mortadelo és Filemón nagy kalandja — Iván Aledo - Többet ne! — Ángel Hernández Zoido - Carmen — Teresa Font - Focibolondok — Rosario Sáinz de Rozas |
| Legjobb látványtervezés | Legjobb gyártásvezető |
| - Mortadelo és Filemón nagy kalandja — César Macarrón - Carmen — Benjamín Fernández - Ácsceruza — Juan Pedro de Gaspar - La luz prodigiosa — Félix Murcia | - Mortadelo és Filemón nagy kalandja — Luis Manso, Marina Ortiz - Al sur de Granada — Pilar Robla - Carmen — Ana Vila - El misterio Galíndez — Josean Gómez |
| Legjobb hang | Legjobb vizuális effektusok |
| - Többet ne! — Eva Valiño, Alfonso Pino, Pelayo Gutiérrez - A visszatérő — Licio Marcos de Oliveira, Alfonso Pino, Nacho Royo - A Selva — Silvio Darrin, Carlos Garrido, Alicia Saavedra - Más de mil cámaras velan por tu seguridad — Agustín Peinado, Carlos Garrido, Iván Mayoral | - Mortadelo és Filemón nagy kalandja — Felix Bergés, Raúl Romanillos, Pau Costa, Julio Navarro - Al sur de Granada — Reyes Abades, Alfonso Nieto, Pablo Nuñez - El refugio del mal — Reyes Abades, Jesús Pascual, José Rossi, José María Remacha - Salamina katonái — Pedro Moreno, Alfonso Nieto, Emilio Ruiz del Río |
| Legjobb jelmeztervezés | Legjobb smink |
| - Carmen — Yvonne Blake - Mortadelo és Filemón nagy kalandja — Tatiana Hernández - Hotel Danubio — Lourdes de Orduña, Montse Sancho - November — Nereida Bonmatí | - Mortadelo és Filemón nagy kalandja — José Antonio Sánchez, Paquita Nuñez - Carmen — Miguel Sese, Natalia Sese - November — Karmele Soler, Francisco Rodríguez - Hotel Danubio — Cristóbal Criado, Alicia López |
| Legjobb eredeti filmzene | Legjobb eredeti dal |
| - Al sur de Granada — Juan Bardem - Hotel Danubio — Pablo Cervantes - Eyengui, el dios del sueño — Santi Vega - Valentin álma — Juan Carlos Cuello | - "Humans Like You" (Chop Suey) — Az élet nélkülem - "Cuando me maten" (José Nieto — Carmen - "Atraco a tu corazón" (Paco Ortega) — Atraco a las 3... y media - "Just Sorcery" (Mario de Benito, Richelieu Morris) — Cosa de brujas                                                                                    |
| Legjobb rövidfilm | Legjobb animációs rövidfilm |
| - Sueños - Carisma - En camas separadas - Exprés - Promoción (prohibida su venta) | - Regaré con lágrimas tus pétalos - A... Mantis religiosa - El desván - La habitación inclinada - Manipai |
| Legjobb dokumentumfilm | Legjobb rövid dokumentumfilm |
| - Un instante en la vida ajena - La pelota vasca. La piel contra la piedra - Sevilla peremén - Suite Habana | - Los niños del Nepal - Lección de cine - Yo soy de mi barrio |

## Műsorvezetők
A gálán az alábbi műsorvezetők működtek közre:
- Cecilia Roth
- Lolita
- Rossy de Palma
- Daniel Freire
- Leonardo Sbaraglia
- Leonor Watling
- Mercedes Morán
- Álvaro de Luna
- Pilar Bardem
- Pilar López de Ayala
- Elena Anaya
- Goya Toledo
- Antonio Valero

## Fordítás
- Ez a szócikk részben vagy egészben  a(z)   18th Goya Awards című angol Wikipédia-szócikk fordításán alapul.  Az eredeti cikk szerkesztőit annak laptörténete sorolja fel. Ez a jelzés csupán a megfogalmazás eredetét és a szerzői jogokat jelzi, nem szolgál a cikkben szereplő információk forrásmegjelöléseként.